# Кане (Од)
Кане́ (фр. Canet) — коммуна во Франции, находится в регионе Лангедок — Руссильон. Департамент коммуны — Од. Входит в состав кантона Западная Нарбонна. Округ коммуны — Нарбонна.
Код INSEE коммуны — 11067.

## Население
Население коммуны на 2008 год составляло 1244 человека.
| 1962 | 1968 | 1975 | 1982 | 1990 | 1999 | 2008 |
| ---- | ---- | ---- | ---- | ---- | ---- | ---- |
| 1029 | 1030 | 910  | 837  | 939  | 1072 | 1244 |

## Экономика
В 2007 году среди 736 человек в трудоспособном возрасте (15—64 лет) 521 были экономически активными, 215 — неактивными (показатель активности — 70,8 %, в 1999 году было 63,3 %). Из 521 активных работали 447 человек (249 мужчин и 198 женщин), безработных было 74 (31 мужчина и 43 женщины). Среди 215 неактивных 57 человек были учениками или студентами, 91 — пенсионерами, 67 были неактивными по другим причинам.